# Erigeron seravschanicus
Erigeron seravschanicus là một loài thực vật có hoa trong họ Cúc. Loài này được Popov mô tả khoa học đầu tiên.